# 제진기
제진기(除塵機)는 동력을 이용하여 양배수장 입구 수로 등 부유물이 들어오는 장소에 설치된 스크린에 걸린 부유물을 제거하는 기계장치이다.